# بيتي كورتيس
بيتي كورتيس (بالإيطالية: Betty Curtis)‏ هي مغنية إيطالية، ولدت في 21 مارس 1936 في ميلانو في إيطاليا، وتوفيت في 15 يونيو 2006 في ليكو في إيطاليا.

## وصلات خارجية
- بيتي كورتيس على موقع IMDb (الإنجليزية)
- بيتي كورتيس على موقع ميوزك برينز (الإنجليزية)
- بيتي كورتيس على موقع أول ميوزيك (الإنجليزية)
- بيتي كورتيس على موقع ديسكوغز (الإنجليزية)